# Спорт (хоккейный клуб)
«Спорт» (фин. Sport) — финский клуб по хоккею с шайбой из города Вааса, выступает в Лииге. Основан в 1962 году.

## История
Спортивный клуб «Спорт» в Ваасе был основан в 1939 году. В 1962 году в клубе была создана секция по хоккею с шайбой. «Спорт» был одной из команд-основательниц финской хоккейной лиги в 1975 году. Но уже в следующем году клуб покинул элиту и выбыл в первую лигу Финляндии. По итогам сезона 1991/92 команда выбыла во второй дивизион, третью по силе лигу страны. Лишь в 1997 году «Спорт» сумел вернуться в местис. В 2009 году клуб выиграл первую лигу, но в квалификационном турнире за выход в элиту уступил «Эссяту». В 2014 году в связи с переходом клуба «Йокерит» в КХЛ «Спорт» получил право выступать в высшей финской лиге.